# シュアン
シュアン（1991年1月25日 - ）は日本の女性アイドルグループ『スルースキルズ』の一期生メンバー。本名施鈺萱。台湾新竹出身。現在YouTuber、女優、通訳MCメインとして活動。

## 来歴
子供の頃から芸能人に目指し、大学時代に台湾台北にあるメディア専門の世新大学に入学し、多く学生映画に主役で参加した。2012年に来日、ロンドンブーツ田村淳のプライベート企画淳の休日にて、ツイッターアイドルのオーディションに参加し、スルースキルズアイドルグループに一期生として合格した。

## スルースキルズ
スルースキルズページを参照。

## メディア

### テレビドラマ
- 2015年 NHK 火10ドラマ『美女と男子』台湾出身アイドル役
- 2016年 フジテレビ『キテレツ人生!』
- 2016年 『龍が如く』
- 2017年 TBS『コウノドリ』シーズン2最終回 中国人妊婦役
- 2018年 WOWOW『盗まれた顔』

### テレビCM
- 2015年 スルースキルズ アパマンショップCM（テレビ東京「ハックツベリー」内、1月31日 - ）
- 2016年 スマホゲーム『にゃんこ大戦争』

### バラエティ番組
- 2018年 テレビ東京『ありえへん∞世界』再現ドラマ 美女警官役
- 2019年 テレビ東京『ありえへん∞世界』再現ドラマ 台湾美女役
- 2019年 テレビ東京『自慢したい人がいます～拝啓 ひねくれ3様～』
- 2020年 TOKYO MX『明日どこ?!DX』台湾リポーター
- 2020年 TBSテレビ『世界くらべてみたら』台湾代表
- 2022年 テレビ朝日『ニッポン視察団』台湾代表
- 2022年 TOKYO MX『土曜はカラフル!!!』初外国人リポーター
- 2023年 フジテレビ特番「世界法廷ミステリー」再現ドラマ 主役 杏役
- 2023年 テレビ東京『ありえへん∞世界』再現ドラマ 中国人女性役

### ラジオ番組
- 2013年 FM調布 栗山夢衣の初体験ラジオ『ちょーふあんです。』 （毎月最終日曜23:00-24:00）台湾語講座レギュラーコーナー
- 2015年 調布FM スルースキルズ特別番組「スルースキルズの甘い言葉で罵って」（1月11日）

### ネット配信
- 2017年 KawaiianTV 妄想キャリブレーション冠番組『妄キャリのアジアでアイドルやっチャイナ』ゲスト出演
- 2019年 KawaiianTVの『バラ売り』
- 2018年-2019年 BILIBIRINGO（乃木坂46 松村沙友理メインMC）通訳MCとして出演
  - 2018年10月20日
  - 2018年11月26日
  - 2018年12月20日
  - 2019年2月26日
  - 2019年4月23日

### ナレーション
- 2015年 SEGAサウンドアトラクション MA
- 2016年 台湾民視秋田PR MA

### 舞台
- 2017年 「大人の成長日記 vol2」

### 司会
- 2015年 Taipei Walker 秋田PR ニコ生MC出演
- 2018年 リスアニ!LIVE TAIWAN 2018、2019通訳MC
- 2019年 Sony Expo@深圳 乃木坂46トークイベント 通訳MC
- 2019年 Bilibili World @広州 乃木坂46トークイベント 通訳MC
- 2019年 BICAF北京国際アニメフェス　乃木坂46トークイベント 通訳MC

### 新聞、雑誌
- 2015年 WAttention Tokyo+ (Taiwan) vol 12 中文版[3]

JR西日本
- 2018年 西武鉄道xWattation表紙

### 映画
- 2015年 『ディアスポリス 異邦警察ディアスポリス DIRTY YELLOW BOYS』

## 台湾出演

### テレビ
- 2009年 ドラマ 桃花小妹
- 2010年 ドラマ 萌学園I, II, III　之聖戰再起
- 2010年 ドラマ 數到第365天
- 2011年 バラエティ 校園Superman
- 2014年 バラエティ 大学生了沒[5]

### ラジオ
- 2010年 世新大学ラジオ NIPPON cha*3（2012年6月終了）

### テレビCM
- 2010年 月老銀行　OL役

### ショットムービー
- 2009年 世新大学《The coin》劇組 助演：亮亮（大学生役）
- 2009年 世新大学10分ショートフィルム主役
- 2009年 世新大学5分ショートフィルム主役（大学生役）
- 2009年 世新大学 PV カバー 主役（高校生役）
- 2010年 世新大学《Love over》主役（大学生）（高校生役）
- 2010年 開南大学卒業制作《雨・晴》主役（高校生役）
- 2010年 銘傳大学卒業制作 主役（大学生役）
- 2011年 世新大学《Love over》主役（大学生役）
- 2011年 世新大学《悪夢》主役（高校生役）
- 2011年 世新大学卒業制作ラジオドラマ 助演
- 2012年 台湾芸術大学CM《FamilyMart》
- 2012年 台湾芸術大学卒業制作《THE BACKUP》主役（ドラマー役）[6]
- 2013年 《迷い、風に乗って》Short Movie主役[7]
- 2013年 台湾芸術大学卒業制作《ただいま》主役[8]
- 2014年《SHALOM》Short Movie 主役[9]
- 2014年 台湾お化け屋敷《東京恐怖学園ショートフィルム》[10]
- 2014年 頑GAME《W杯を見る時、悲しいこと》[11]

（ 台湾蘋果日報ニュース ）
- 2014年 頑GAME《LOLをやってないなんで、彼女をできないよ》[12]

### ドキュメンタリー
- 2014年 世新大学卒業制作《シャボンダマ、日本の夢》ドキュメンタリー映画（監督作品）[13]
  - 2015年 島ぜんぶでおーきな祭 -第7回沖縄国際映画祭- 上映